# Scelimena spiculata
Scelimena spiculata är en insektsart som först beskrevs av Carl Stål 1877.  Scelimena spiculata ingår i släktet Scelimena och familjen torngräshoppor. Inga underarter finns listade i Catalogue of Life.